# Chelonomorpha formosana
Chelonomorpha formosana är en fjärilsart som beskrevs av Miyake 1907. Chelonomorpha formosana ingår i släktet Chelonomorpha och familjen nattflyn. Inga underarter finns listade i Catalogue of Life.